# Ojstro (gmina Trbovlje)
Ojstro – wieś w Słowenii, w gminie Trbovlje. W 2018 roku liczyła 177 mieszkańców.